# Javier Valdez Cárdenas
Javier Valdez Cárdenas (14. dubna 1967, Culiacán, Sinaloa – 15. květen 2017, Culiacán) byl mexický spisovatel a novinář, píšící o mexických drogových kartelech (např. kartelu Sinaloa). Byl nalezen zastřelený nedaleko redakce periodika 'RíoDoce', do kterého psával.
Je autorem knihy Malayerba, pojednávající o tzv. narcotráficos.

## Publikační činnost
- Malayerba. Novedad: Editorial Jus, 2009, 216 S.